# Rekruttering
Rekruttering betegner den ledelsesdisciplin, der beskæftiger sig med tiltrækning og udvælgelse af medarbejdere til en organisation eller virksomhed. Rekruttering er et vigtigt område i den samlede drift af en virksomheds medarbejdere, hvor man taler om at tiltrække, fastholde og udvikle medarbejdere. I forbindelse med at fastholde og udvikle medarbejdere er det relevant med processer for talentudvikling, målstyring og performance management.
Det er typisk ledere, HR-afdelinger eller eksterne rekrutteringsfirmaer som forestår rekrutteringen. Ved at bruge eksterne rekrutteringsfirmaer, kan virksomheder ofte spare tid på processerne, ligesom de, via rekrutteringsbureauet, kan sløre at de overhovedet er på udkig efter nye kandidater.
Man taler om intern rekruttering og ekstern rekruttering. Ved intern rekruttering forstås at man leder efter allerede ansatte til at udfylde en given position. Ved ekstern rekruttering forstås at man leder uden for organisationen til at udfylde en given position.
Den typiske rekrutteringsprocedure følger som regel denne sekvens:
- Behov for en ny medarbejder opstår.
- Der formuleres et jobopslag som annonceres – evt. i kombination med headhunting.
- Ansøgningerne screenes, og der indkaldes ofte mellem 4 og 8 kandidater til jobsamtale.
- Kandidaterne vurderes ved jobsamtalen af henholdsvis leder, HR-medarbejdere, og/eller ekstern rekrutteringskonsulent.
- Til højere stillingsniveauer indkaldes der ofte til en ny samtalerunde, hvor de bedste fra den første runde går videre.
- Hvis der benyttes testning ligger dette ofte mellem første og anden jobsamtale-runde.
- Ansættelsesudvalget vælger en kandidat og der indhentes referencer som skal tjekke om det som kandidaten siger er korrekt.
- Der forhandles kontrakt, og rekrutteringen afsluttes hermed.

Den danske psykolog og forsker, Lars Lundmann har rejst alvorlig kritik af den gængse brug af personlighedstests samt den traditionelle jobsamtalemetode. Problemet med eksempelvis personlighedstests er at de ofte bygger på et forældet syn på personlighed, som en stabil størrelse. Med hensyn til jobsamtalen er problemet at situationen ofte er meget kunstig, ligesom jobinterviewerne ofte har en række bias når de skal vurdere kandidaterne.